# Halton Hills
Halton Hills – miejscowość (ang. town) w Kanadzie, w prowincji Ontario, w regionie Halton.
Powierzchnia Halton Hills to 276,35 km². Według danych spisu powszechnego z roku 2001 Halton Hills liczy 48 184 mieszkańców (174,36 os./km²).